# لمعان (فلم)
لمعـانهو فيلم أمريكي درامي، رومانسيوموسيقي. من إخراج فوندي كورتيس هول وإنتاج تونتيث سينتشوري فوكس وتوزيع كولومبيا بيكشرز، ومن بطولة مغنية الآر أند بي ماريا كاري حيث يروي الفيلم بدايات مغنية في حقبة مبكرة من الثمانينات.

## قصة الفيلم
بيلي (ماريا كاري) فتاة جميلة وذات صوت مذهل وفريد لكنها لاتعلم حجم موهبتها ، ذات يوم تتعرف بإحدى الملاهي الليلية الذي تعمل بها ككوراليست لفرقة تابعة لمغنية مشهورة بالدي جي الشهير والمنتج جوليان بلاك (ماكس بيسلي) الذي يكتشفها في عالم مليئ بالصعوبات لتتوالى أحداث عديدة أثناء صعود سلم الشهرة والنجومية.

## الممثلون
- ماريا كاري : بيلي فرانك
- إيزابيل غوميز : بيلي شابة
- فالاري بيتيفورد : ليليان فرانك أم بيلي
- ماكس بيسلي : جوليان بلاك أو "دايس"
- تيرينس هوارد : تيموتي والكر
- شونتاي هاريس : لويز
- ليندسي بيكرينغ : لويز شابة
- تيا تيكسادا : روكسان
- كورتني بيسيرو : روكسان شابة
- إريك بينيت : رافايل
- آن ماغنوسون : كيلي
- غرانت نيكالس : جاك بريدجيز
- كيت ستيبينس : راشيل
- بادما لاكشمي : سيلك
- كيم روبرتس : السيدة ويلسون
- بيل ساج : السيد فرانك

## الميزانية والإيرادات
فشل الفيلم فشلا ذريعاً حيث لم تغطي أرباحه في السينما $4،274،407 ربع ميزانيته الأصلية المقدرة ب 22 مليون دولار ، ما جعل بطلته ترشح في جوائز التوتة الذهبية النسخة 22 وتفوز بجائزة أسوأ ممثلة.

## وصلات خارجية
- مقالات تستعمل روابط فنية بلا صلة مع ويكي بيانات
- لمعان (فيلم) على موقع السينما.كوم